# Мачевање у колицима
Мачевање у колицима је варијанта мачевања за спортисте са различитим физичким инвалидитетом. Ова форма мачевања вјежба се у столици причвршћеној за земљу, а параолимпијска дисциплина је од 1960. године. Постоји још једна дисциплина за слабовиде која се вјежба стојећи, али се не практикује на Параолимпијским играма.
На међународном нивоу, Међународна спортска федерација за инвалидска колица и ампутира (ИВАС) је референтна федерација. У Француској, Француска федерација рукометаша (ФФХ) примила је 31. децембра 2016. године делегацију Министарства спорта да организује праксу мачевања руком.

## Правила мачевања у инвалидским колицима
У овој статичкој варијацији мачевања, два спортиста сједе лицем у лице у инвалидским колицима која су причвршћена за тло. Удаљеност између њих одређује онај ко има најкраћу руку. 
Фотеље су причвршћене под углом од 110° са централном раздјелном линијом. Такмичари у једној руци држе оружје (флорет, мач или сабљу), а другом се држе за столицу. Током меча, они морају да сједе и не могу да користе ноге. Фотеље се не смију подизати.
Спортисти имају стандардну опрему за мачевање, плус додатну заштиту за ноге. Они којима недостаје држање оружја могу га причврстити траком или сличним уређајем.
Сваки додир доноси један поен. Ваљаност кључа зависи од оружја:
- флорет: труп, са изузетком главе и руку. Додир се мора извршити врхом сјечива.
- мач: било који дио тијела изнад кукова. Додир се мора извршити врхом сјечива.
- сабља: било који дио тијела изнад кукова. Додир се може обавити врхом или бочном страном сјечива.

У појединачној дисциплини, стријелци се такмиче у 3 периода по 3 минута, побјеђује први са укупно 15 погодака (или онај који је постигао највећи број погодака). Постоји додатни период од једног минута за одлучивање између противника у случају нерјешеног резултата. За прелиминарне рунде, потребан нам је само један период од 4 минута са 5 додира да би се прогласио побједник.
У колективним догађајима, тимови се састоје од три играча. Први тим који скупи укупно 45 додира је побједник.

## Класификација мачевања у колицима
Мачевање на Параолимпијским играма се вјежба у непокретним инвалидским колицима, на довољно краткој удаљености да сваки спортиста стигне до свог противника. Постоје три категорије, али само категорије А и Б учествују на Параолимпијским играма:
| Категорије | Опис |
| ---------- | --- |
| A          | Мачевалац са балансом трупа. Мачевалац има недостатке на једној или обе ноге и има добру контролу над трупом и руком за мачевање. Мачевалац је у стању да брзо и снажно јури напред у нападу и да се наслони на одбрану са контролом и добром агилношћу. |
| Б          | Стрелац без баланса трупа. Мачевалац има недостатке у ногама и трупу и може имати мале недостатке на руци за мачевање. Мачевалацима је потребна подршка, поред столице, да би одржали равнотежу.                                                         |
| В          | Најтежи хендикеп. Мачевалац је квадриплегичар. Мачевалац има недостатке у рукама, трупу и ногама. Мачевалац има умјерено оштећење руке у мачевању. |

## Подобност и такмичења
Спортисти који желе да учествују на такмичењима морају бити везани за инвалидска колица, након трауме кичме, ампутације испод колена или церебралне парализе, подложни другим инвалидитетом. Комисија за избор их посматра како би их сврстала у једну од три горе описане категорије.
Различити параолимпијски догађаји су:
- мушки флорет (категорије А и Б)
- женски форет (категорије А и Б)
- мушки мач (категорије А и Б)
- женски мач (категорије А и Б)
- мушка сабља (категорије А и Б).

## Свјетско првенство у мачевању у инвалидским колицима
Свјетско првенство у мачевању у инвалидским колицима одржава се у оквиру Светског првенства у мачевању. Њихова медијска експонираност је мања, ако не и потпуно непостојећа. Током Свјетског првенства у мачевању 2006. године у Торину, програми за особе са инвалидитетом и радно способних су се одвијали истовремено. Било је то током Свјетског првенства 2010. у Гранд Паласу у Паризу, најуспешнијег такмичења у историји у погледу посећености јавности, да је мачевање са инвалидитетом добило праву медијску експозицију. Као и у Торину 2006. године, спортски програм за особе са инвалидитетом се помјешао са програмом за особе са инвалидитетом, што је довело до смјењивања финала за инвалиде и за оне који се емитују уживо (у Француској) на телевизијском каналу France 4. Од тада, упркос успјеху медији првенства 2010. година, Светска првенства у спорту инвалида се организују упоредо са такмичењима војно способних мачевалаца.

## Мачевање за слабовиде или слијепе
Чак и за људе који виде, мачевање је спорт који се у великој мејри ослања на сензације (на примјер, додиривање оштрице противника). Уз мало обуке, могуће је мачевати и док сте слијепи. Ово мачевање се практикује стојећи на стази, правила су иста као и за стандардно мачевање. Добро је имати подигнуте ознаке на тлу како би се стрелцима омогућило да лако одреде своју позицију.